# The Legend of Zelda: Ocarina of Time
The Legend of Zelda: Ocarina of Time (japanska: ゼルダの伝説 時のオカリナ Hepburn: Zeruda no Densetsu: Toki no Okarina?), förkortat OoT, är ett actionäventyrsspel utvecklat av Nintendo EAD till Nintendo 64. Det gavs ut i Japan den 21 november 1998, i Nordamerika den 23 november 1998 och i Europa den 11 december 1998. Spelet utvecklades ursprungligen till expansionen Nintendo 64 Disk Drive, men istället släpptes spelet på en 256-megabit (32-megabyte) kassett, vilket var den största kapacitetskassetten som Nintendo producerat på den tiden. Ocarina of Time är det femte spelet i The Legend of Zelda-serien, och det första med 3D-grafik. 18 månader efter dess release fick spelet en direkt uppföljare under namnet The Legend of Zelda: Majora's Mask.
I Ocarina of Time styr spelaren seriens huvudperson Link i landet Hyrule. Link ger sig ut på ett uppdrag att stoppa Ganondorf, kungen över Gerudo-stammen, från att ta Triforce, en helig relik som uppfyller önskningar åt den som håller den. Link reser genom olika tidsperioder och navigerar flera dungeons för att uppväcka visa män som har befogenhet att försegla Ganondorf för all framtid. Musiken spelar en viktig roll för att göra framsteg i spelet, då spelaren måste lära sig att spela och framföra flera melodier på en okarina. Spelet genererade ett ökat intresse för, och försäljning av instrumentet.
När spelet gavs ut fick det toppbetyg av majoriteten av de spelkritiker som recenserade det. Spelets gameplay införde funktioner såsom att låsa siktet på fiender och kontextkänsliga knappar som sedan har blivit vanliga inslag i 3D-äventyrsspel. I Japan såldes spelet i över 820 000 exemplar år 1998, och blev det tionde bästsäljande spelet det året. Under sin livstid såldes Ocarina of Time i över 1 140 000 exemplar i Japan och över 7,6 miljoner exemplar världen över. Spelet vann utmärkelsen Grand Prize in the Interactive Art division på Japan Media Arts Festival, och vann sex utmärkelser på det 2:a årliga Interactive Achievement Awards. Det blev då det högst rankade spelet på webbplatsen Metacritic, med ett genomsnittsbetyg på 99 av 100. Under 2008 och 2010 listade Guinness Rekordbok Ocarina of Time som det högst rankade spelet som någonsin recenserats. Sedan dess första release anses spelet fortfarande av flera spelkritiker och spelare som det bästa TV-spelet som någonsin skapats.
Ocarina of Time har haft fyra stora återutgivningar. Spelet portades ursprungligen till GameCube ihop med Ocarina of Time: Master's Quest (som presenterade omarbetade dungeons med nya pussel), och till The Legend of Zelda: Collector's Edition som en direkt portning. Det portades också till iQue Player under 2003 och till Wii:s Virtual Console under 2007. Dessa återutgivningar blev väl mottagna, även om vissa kritiker ansåg att det relativt oförändrade spelet var föråldrat, medan andra recensenter ansåg att spelet har hållit sig väl genom åren. Slutligen gavs en nydaning till 3DS ut under 2011, som återigen inkluderar Master's Quest:s omarbetade dungeons (som var frånvarande från Wii- och iQue-versionerna), ihop med uppdaterad grafik och 3D-effekter.

## Handling
| ”             | Ocarina of Time [...] utspelas i landet Hyrule. Då vi träffar Link [...] är han ett litet barn och under spelets gång får vi följa Link i olika epoker av hans liv. [...] Link måste resa runt i det stora landet för att skaffa erfarenheter, föremål och lära sig magier. [...] Eftersom det vilar en förbannelse över Hyrule kommer landet också att vimla av skumma typer och monster som vill sätta stop [sic] för dig. | „ |
| – Nintendo 64 | |   |

Ocarina of Time utspelar sig i landet Hyrule. Huvudpersonen, barnet Link, bor i Kokiri Forest, byn där ingen blir vuxen. Byns beskyddare, The Great Deku Tree, kallar en dag på Link. Link skaffar sig svärd och sköld och kommer till The Great Deku Tree, som en dag avslöjar för Link att han inte är en av Kokiri-folket, och att han utan problem kan lämna byn, vilket ingen annan kan. The Great Deku Tree avslöjar att Link faktiskt MÅSTE ge sig av, till Hyrule Castle och landets prinsessa Zelda, och att Hyrules öde ligger i Links händer. The Great Deku Tree berättar att han måste samla tre heliga stenar (Kokiris Emerald, Gorons Ruby och Zoras Sapphire). Den första stenen finns att hämta inne i Deku Tree, och de andra två måste han fråga prinsessan om.

Replika av tidens ocarina

Han får senare i spelet Zeldas okarina, Ocarina of Time, med vilken han kan nå Master Sword. Master Sword kan dock bara lyftas av den som är värdig titeln Hero of Time. Eftersom Link är för ung för en sådan titel spärras hans själ in i Chamber of the Sages till dess att han nått rätt ålder, sju år senare. Då är han själv är nästan vuxen, och Hyrule näst intill förstört. Han träffar den helige Rauru, en av de sex vise, som säger att Link måste samla en amulett från var och en av dessa sex. Dessa amuletter ska hjälpa honom att ta sig in i Ganondorfs slott. Där måste han förgöra Ganondorf och rädda prinsessan Zelda, och med henne riket Hyrule. Han utropas efter det till Hero of Time, som även omnämns i legenderna i The Legend of Zelda: The Wind Waker. Rauru ger honom därefter sin amulett och berättar att de övriga fem vise är fångade i fem tempel (Forest Temple, Fire Temple, Water Temple, Shadow Temple och Spirit Temple) och att Link måste rädda dem. Efter mötet med Rauru träffar Link den mystiske Sheik, som dyker upp vid varje tempel och lär Link speciella sånger med vilka han kan teleportera sig till templen.

## Speluppbyggnad
Själva idén påminner mycket om tidigare Zelda-spel. I huvudrollen är pojken Link, och han är utsedd att rädda prinsessan Zelda och landet Hyrule från ondskan (Ganon, även kallad Ganondorf). På sin väg samlar han amuletter och heliga stenar som ska hjälpa honom på hans uppdrag. Stenarna och amuletterna finns oftast i olika typer av grottor eller tempel, i vilka han även hittar nya vapen och möjlighet till mer livskraft. Man får oftast ett nytt hjärta och en helig sten/amulett efter att bossen i grottan/templet är besegrad. Samma spelupplägg används i The Legend of Zelda: A Link to the Past där man ska samla sju kristaller och de tre stenarna i The Legend of Zelda: The Wind Waker. Vapen som förekommer i alla Zelda-spel är Master Sword, pilbågen och bumerangen. Även änterhaken förekommer ofta.
Det finns, förutom huvudhandlingen i spelet, diverse side-quests (sidouppdrag) att ägna sig åt. I OoT går det för första gången i ett Zelda-spel att skaffa sig en häst, och den kan man få hjälp av på olika sätt. Det går till exempel att idka byteshandel för att i slutändan få ett nytt svärd eller en annorlunda mask. Förutom byteshandel kan man ägna sig åt att samla hjärtdelar och Golden Skulltullas. När man har fått ihop fyra hjärtdelar erhåller man ytterligare ett helt hjärta till sin livsmätare (Links livskraft mäts i hjärtan, och han börjar spelet med endast tre.) Det finns 100 Golden Skulltullas utspridda över hela Hyrule; om man har fått tillräckligt många sådana kan man gå till ett hus i Kakariko för att få olika belöningar. De mest eftertraktade belöningarna är Adult's Wallet samt Giant's Wallet, som gör det möjligt att bära 200 respektive 500 rupees. Från början är det bara möjligt att få ett fåtal Golden Skulltullas och hjärtdelar, men i takt med att man får bättre utrustning från tempel och grottor så kan man hitta fler. Ett annat side-quest är att öka den maximala mängden ammunition man kan bära till olika vapen, som man gör genom att klara minispel och genom att imponera på olika invånare i Hyrule.
Runt om i Hyrule finns även magiska små stenar med ingraverade ögon på. Dessa går bland annat att slå med olika vapen för att framkalla olika reaktioner, ibland även humoristiska sådana. Dessa stenars primära funktioner utgör att berätta vilket klockslag det är (att dygnet faktiskt går steglöst i en cykel är även det en ny funktion i Ocarina of Time, som bidrar till den magiska atmosfären i spelet) och att ge mystiska ledtrådar till gömda saker i Hyrule. Dessa mystiska stenar går även att få fram feer ur, genom att spela vissa låtar på sin okarina.

## Karaktärer

### Zelda / Sheik
Zeldas är prinsessan som Link ska rädda från Ganon, hennes far är kungen av Hyrule. Zelda räknar med att Link ska rädda Hyrule. Zelda har Visdomens Triforce. Zelda är något av pojkflicka; i OoT klär hon till och med ut sig till man och kallar sig Sheik för att avleda Ganondorfs uppmärksamhet. Som Sheik hjälper Zelda Link på sitt äventyr, trots att han inte är medveten om hennes sanna identitet. Zelda är även den sjunde vise, och ledare för de vise.

### Link
Huvudpersonen i Ocarina of Time. När han var liten kom hans mor med honom till Kokiri Forest och bad Deku Tree att ta hand om honom. Hon var nämligen döende och dog strax efter det, så Link fick växa upp med tron att han var en Kokiri; dock den enda Kokiri som växt upp utan en fe. Link börjar spelet i Kokiri Forest som en Kokiri men får senare reda på att han inte är en sådan, utan en Hylian. Det är upp till honom att rädda Hyrule från Ganondorf, och för att göra detta måste Link resa sju år framåt i tiden med hjälp av Master Sword och en magisk okarina, kallad Ocarina of Time. Link måste lösa kluriga pussel och tempel för att åkalla "de sju vise" (The seven Sages) och tillsammans med dem besegra Ganondorf (även kallad "King of Gerudos") som har tagit över Hyrule.

### Navi
Navi är en liten fe som hjälper Link på hans resa. Navi är oftast en trogen vän till Link men kan tyvärr inte vara med i näst sista striden med den onda Gerudo-kungen Ganondorf. Navi skickas av Deku-trädet i början av äventyret för att hjälpa Link. I slutet av spelet lämnar Navi Link eftersom hon slutfört det uppdrag som Deku-trädet ålagt henne att göra. Detta är en slags upptakt till Majora's Mask, då Link är ute på jakt för att hitta vännen han förlorade när han blev hjälte. Det nämns inte i Majora's Mask att det är Navi som Link söker efter men det finns vissa antydningar och Nintendo bekräftar det senare i Hyrule Historia.

### Ganondorf
Ganondorf kommer från öknen där alla tjuvar, så kallade Gerudos, lever. Vart hundrade år föds en enda pojke bland alla Gerudos, och denna gång är det Ganondorf. Ganondorf kommer till Hyrule för att svära falsk trohet till kungen. Zelda ser hans bluff och försöker varna sin far, men Ganondorf lyckas. Även Link går rakt in i hans fälla och öppnar porten till den mäktiga kraft som Ganondorf var ute efter, Trekraften (eng: The Triforce). Eftersom Ganondorfs hjärta inte är rent, splittras Trekraften i 3 delar, Triforce of Power, Triforce of Wisdom och Triforce of Courage. Ganondorf vill endast ha Trekraften för maktens skull så han lyckas endast erhålla Triforce of Power. De övriga 2 erhålls av Link och Zelda. Under sju långa år regerar han över det vackra Hyrule och gör om det till ett mörkt och obeboeligt land. Ganondorf kan förvandla sig till ett stort grisliknande monster som kallas Ganon.

### Impa
Hon är prinsessan Zeldas guvernant och tillhör klanen Sheikah. Sheikah svor att alltid skydda den kungliga familjen i Hyrule. Hon hjälper hjälten att lära sig en av de viktigaste melodierna i spelet och är även Skuggornas Vise (Sage of Shadows). Impa grundade den lilla byn Kakariko village som ligger strax utanför slottet.

### Malon
Malon är en busig flicka som Link träffar tidigt under sitt äventyr. Hon väntar på sin pappa, som hon verkar få ta ansvar för mycket eftersom han är så bekymmerslös. Malon tycker om att sjunga, och man hittar henne ofta sjungande i hästhagen på ranchen där hon bor.

### Talon
Talon är en simpel, tjock, lat man som bestämmer över Lon Lon Ranch. Trots att han håller bondgården i gott skick sover han väldigt tungt och länge. Ibland krävs det till och med en galande tupp vid hans öra för att väcka honom. Han har en vänlig dotter vid namn Malon.

### Ingo
Ingo är en självisk och lömsk dräng på Lon Lon Ranch. När sju år har gått tar han över Lon Lon Ranch och sparkar ut Talon. Ingo är även något spelberoende, och kommer han dit som vuxen är han villig att satsa sina hästar i en tävling mot Link. För 50 rupees utmanar han Link på ett varv runt hagen till häst. Vinner Link får han Epona, vinner Ingo får han pengarna.

### Kokiri
Kokirifolket lever i de djupa skogarna i Hyrule. Dessa grönklädda varelser följs från födseln av en egen fe, som genom hela livet bistår med råd. De har en väktare, The Great Deku Tree (Det Stora Deku-trädet). När Deku-trädet dör växer en ny planta upp. Kokirifolket är för evigt barn och kan inte åldras. De lever i tron att de dör om de lämnar Kokiriskogen, men detta stämmer troligtvis inte eftersom man får se dem utanför skogen i en filmsekvens när spelet är avklarat.

#### Saria
Links bästa vän. Saria är för evigt ett barn eftersom hon tillhör Kokiristammen. Hon visar sig sedan vara Sage of Forest och befrias av Link i Forest Temple.

#### Mido
Mido är den lite elake, egoistiske och oförskämde (självutnämnde) ledaren över Kokiristammen. Han har ogillat Link sedan de först möttes och han låter sällan Link vara med i lekar. Sanningen är dock att Mido är avundsjuk eftersom Saria föredrar Link framför honom själv. 

### Goroner
Goron är ett folkslag som lever högt uppe i bergen och livnär sig på speciella stenar. De har stora kroppar och påminner själva om stenar; de kan rulla ihop sig till hårda bollar och skadar folk som de rullar in i. De är godmodiga och hjälper senare Link att komma vidare.

#### Darunia
Darunia är alla Gorons "storebror"; deras ledare. Han älskar musik och blir särskilt fäst vid sången som Saria lärt Link, Saria's Song. Han blir så fäst vid Link att han utnämner honom till en av sina bröder, och döper sin son efter honom. Darunia är mycket stark och omtyckt bland alla Gorons, och när det var några av dem som blev tillfångatagna i Fire Temple (Eldtemplet) skyndade han sig dit för att hjälpa till. Darunia är Eldens Vise (Sage of Fire).

### Zora
Vattenfolket Zora lever på en plats kallad Zora's Domain. Zorafolket är en blandning mellan människa och fisk; de har ljusblå kropp, fenor och både gälar och lungor vilket tillåter dem att andas både i vatten och på land. De anses vara mycket förnäma och verkar alltid vara stolta och eleganta.

#### Kung Zora
Ledaren över Zorastammen och pappa till prinsessan Ruto. Kung Zora är väldigt stor och han är ofta för tjock för att göra något. Han sitter på sin tron och vaktar vägen till Jabu-Jabu, den gigantiska fisken som Zoras ser som sin gud. Kungen är ofta villig att hjälpa folk.

#### Prinsessan Ruto
Ruto är den något snobbiga prinsessan i Zora-riket. Link hittar en flaskpost från Ruto i Lake Hylia. I brevet står det att Ruto är i Jabu-Jabus mage. När Link hittar henne blir hon lite arg och faller ner i ett hål. Link följer efter och Ruto blir inte glad och sen bär Link Ruto ganska mycket. Han sätter henne på en plattform som visar sig vara en fälla. Efter att ha räddat henne och hennes safir från Jabu-Jabus mage blir hon störtkär i Link, och ger safiren till honom med villkoret att han nu måste gifta sig med henne. Ruto fick safiren av sin mor och hon fick endast ge bort den till sin blivande man. När de båda är nästan vuxna återses de i Water Temple. Hon inser då att hon inte kan tillbringa sitt liv med Link eftersom hon är Vattnets vise (Sage of Water).

### Gerudo
Gerudostammen består av vackra kvinnokrigare vars ledare är den ståtliga Nabooru och Tjuvarnas konung Ganondorf. Nabooru är slug och dessutom Sage of Spirit (Andens vise). När Link som liten pojke kommer till Andetemplet, som ligger långt ute i öknen, sitter Nabooru och kikar igenom en tunnel. Link går fram till henne och de gör ett avtal. Eftersom Link är så liten kan han krypa igenom tunneln och hämta en sak åt henne. Vad han får i utbyte får Link se när han kommer tillbaka. Men när Link har funnit skatten, Silver Gauntlets (silverhandskar) och är på väg tillbaka får han se hur ett par häxor från templet tar Nabooru till fånga - de har nämligen fått reda på att hon tänkt sabotera för Ganondorf. När Link, som vuxen, återvänder och befriar Nabooru från häxorna, berättar hon att om hon visste att han skulle bli en så ståtlig ung man skulle hon ha hållit sitt löfte hon gav honom sju år tidigare.

### Rauru
Rauru är den kloke "The Sage of Light", ljusets vise. Det är Rauru som först berättar för den vuxne Link om hans plikt som hjälte.

## Grafik
Detta var det första Zelda-spel som gjordes i 3D-format, vilket var en omställning för trogna Zelda-spelare. Med 1998 års grafikprestanda var det väldigt bra grafik och mycket verklighetstroget. I 3DS-versionen har grafiken förbättrats ännu mer och fler detaljer har lagts till.

## Mottagande och utmärkelser
| Ocarina of Time | Ocarina of Time           |
| Samlingsbetyg | Samlingsbetyg             |
| Tjänst | Betyg                     |
| --- | ------------------------- |
| Gamerankings | 97.54% (28 recensioner)   |
| Metacritic | 99/100 (22 recensioner)   |
| Recensionsbetyg |                           |
| Publikation | Betyg                     |
| Allgame | [ 42 ]                    |
| Computer and Video Games | 9/10                      |
| Edge | 10/10                     |
| Electronic Gaming Monthly | 10/10                     |
| Famitsu | 40/40                     |
| Gamepro | [ 46 ]                    |
| Gamesmaster | 97%                       |
| Gamespot | 10.0/10                   |
| IGN | 10/10                     |
| Nintendo Power | 9.5/10                    |
| Super Play | 100/100                   |
| Electric Playground | 10/10                     |
| Gamestyle | 10/10                     |
| GMR | 10/10                     |
| Next Generation Magazine | [ 40 ]                    |
| Nintendojo | 10/10                     |
| RPGamer | 5/5                       |
| Thunderbolt | 10/10                     |
| \| Utmärkelser \| Utmärkelser \| \| Publikation \| Utmärkelse \| \| ----------------------------------------------------------------------------------------------------------------------------------------------------------------------- \| ------------------------- \| \| CESA Award,[52] Electronic Gaming Monthly,[53] Games,[54] GameSpot,[55] Interactive Achievement Award,[22] Japan Media Arts Festival,[21] VSDA Award[56] \| Game of the Year \| \| CVG,[25] Edge,[28][29][30] Entertainment Weekly,[25] GameFAQs,[27] GameTrailers,[25] Guinness,[23] IGN,[57][58] Metacritic,[59] Next Generation,[25] Nintendo Power[59] \| Greatest Game of All Time \| |                           |
| Utmärkelser |                           |
| Publikation | Utmärkelse                |
| CESA Award, Electronic Gaming Monthly, Games, GameSpot, Interactive Achievement Award, Japan Media Arts Festival, VSDA Award | Game of the Year          |
| CVG, Edge, Entertainment Weekly, GameFAQs, GameTrailers, Guinness, IGN, Metacritic, Next Generation, Nintendo Power | Greatest Game of All Time |

Ocarina of Time har vunnit bland annat flera kategorier i Club Nintendo Awards 1999, då 1900-talets bästa Nintendo-spel utsågs:
- Bästa grafik
- Bästa musik
- Bästa äventyr/rollspel
- 1900-talets bästa Nintendospel

Spelel har även blivit utsett till världens genom tiderna bästa spel, i november 2006, av Gametrailers.com.
På de ranking-sidorna Metacritic och Gamerankings, som rankar TV-spel, är The Legend of Zelda: Ocarina of Time det spel vars betyg har högst medelvärde. Efter Ocarina of Time kommer Super Mario Galaxy och Super Mario Galaxy 2.
I Super Play recenserade Tobias Bjarneby Ocarina of Time, där han gav spelet betyget 100 av 100 och han skrev att "[The] Legend of Zelda: Ocarina of Time är perfekt. Åtminstone jämfört med allting annat som finns idag och som kan tänkas släppas den närmaste framtiden. Och även om tekniken går framåt kommer det att framstå som lika fantastiskt om tio år." När tidskriften år 2003 utnämnde sina hundra bästa spel genom tiderna hamnade Ocarina of Time på sjunde plats. I Guinness World Records 2009: Gamer's Edition hamnade spelet på plats 5 över de 50 bästa konsolspelen genom tiderna. WatchMojo.com placerade Ocarina of Time på plats 1 på deras lista "Top 10 Video Games of All Time", plats 1 på listan "Top 10 Legend of Zelda Games", plats 1 på listan "Top 10 Video Games of the 5th Generation" och plats 7 på listan "Top 10 Video Games With Great Stories". Empire placerade spelet på plats 8 på deras lista "The 100 Greatest Games of All Time".
Ocarina of Time var ett av spelen som var med i konstutställningen The Art of Video Games på Smithsonian American Art Museum under 2012.

## Musik
WatchMojo.com placerade soundtracket till Ocarina of Time på plats 2 på deras lista "Top 10 Retro Video Game Soundtracks".

## Manga
Det finns en manga av The Legend of Zelda: Ocarina of Time. Den består av två volymer som finns utgiven i Sverige med engelsk översättning.

## Master Quest
Master Quest är en alternativ version av The Legend of Zelda: Ocarina of Time. Spelet kom i samma kartong som The Legend of Zelda: The Wind Waker under en begränsad tidsperiod. Master Quest följer ungefär samma historia som Ocarina of Time, men inkluderar ändrad leveldesign och kraftfullare fiender. Ändringarna gällande templen handlar mest om fler, starkare fiender i flera rum samt att vissa föremål bytt plats. Man måste också lösa pusslen på annorlunda vis. Detta leder till att kunskap om originalspelet oftast är mer hinder än hjälp. Spelet utvecklades först som en 64DD-uppgraderingskassett till Nintendo 64-versionen av Ocarina of Time, som kallades Ura Zelda under utvecklingsskedet. I versionen som inkluderades i Ocarina of Time 3D har dessutom hela världskartan spegelvänts.

### Ura Zelda
Ura Zelda (裏ゼルダ, ungefär: Ett annorlunda Zelda) var tänkt som en Nintendo 64 Disk Drive-expansion till The Legend of Zelda: Ocarina of Time. På grund av att 64DD blev ett fiasko såg spelet aldrig dagens ljus.
Det ryktades om att man i Ura Zelda skulle kunna få the Triforce (fast det fanns ingen sanning i detta, det var troligen något som fansen hittat på). 64DD-versionen designades så att man satte i Ocarina of Time i sin N64 och sedan satte i expansionsskivan i 64DD vilken satt under konsolen. När Ura Zelda-skivan sattes in skulle huvudmenyn i spelet ändras något. Bland annat genom att en Triforce-ikon dök upp tillsammans med namnet Ura Zelda. Ura Zelda-patchens storlek skulle ligga runt 32-64 mb och p.g.a. Nintendo 64-kassetternas begränsade minnesstorlek kunde spelet inte släppas på en sådan när man såg att en 64DD-release aldrig skulle bli av.
Detta ledde till att spelet aldrig släpptes, trots att det var helt färdigproducerat. Trycket från fansen som ville se resultatet ledde dock till att Ura Zelda släpptes som Master Quest på The Legend of Zelda: The Wind Waker - Limited Edition.

## The Legend of Zelda: Ocarina of Time 3D
På E3 2010 visades en nydaning av spelet The Legend of Zelda: Ocarina of Time upp. Spelet går under namnet The Legend of Zelda: Ocarina of Time 3D (ibland kallat The Legend of Zelda: Ocarina of Time 3DS) och utvecklades av det japanska företaget Grezzo till Nintendo 3DS. Spelet släpptes den 16 juni 2011 i Japan, 17 juni 2011 i Europa och den 19 juni 2011 i USA och den 30 juni i Australien.
Några av skillnaderna jämfört med originalspelet (utöver det faktum att spelet är i en annan form av 3D och att grafiken har förbättrats) är att det finns tips om vad man förväntas göra vid speciella tillfällen via Sheikah Stones, att föremål kan väljas med hjälp av pekskärmen och att bossarna kan utmanas via ett speciellt spelläge där man kan tävla om att besegra bossar på tid. Spelet innehåller även Master Quest-versionen.